# Dankmar Adler

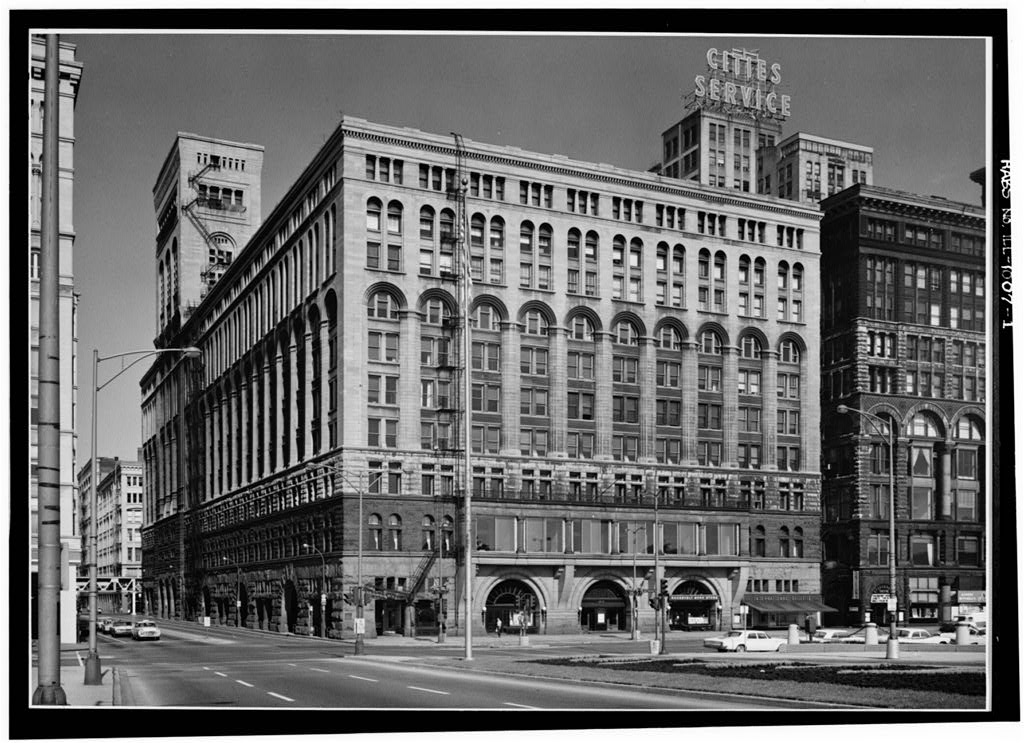
Auditorium Building in Chicago

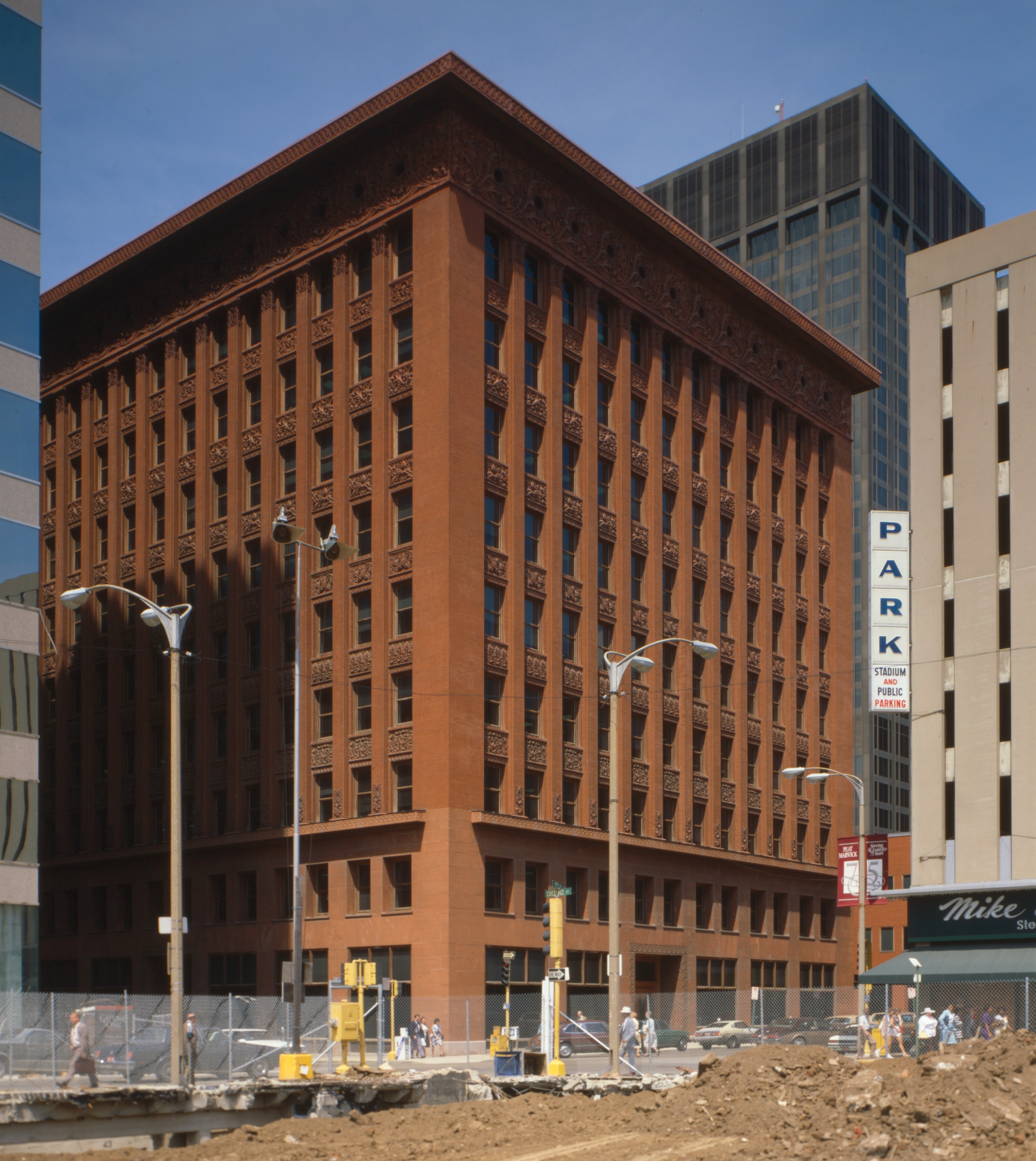
Wainwright Building in St. Louis

Dankmar Adler (* 3. Juli 1844 in Lengsfeld (heute Stadtlengsfeld) bei Eisenach; † 16. April 1900 in Chicago) war ein US-amerikanischer Architekt deutscher Abstammung.

## Leben
Adler war der Sohn eines Rabbiners und wanderte im Alter von 10 Jahren mit seiner Familie nach Amerika aus. Den Rest seiner Kindheit verbrachte er dann in Detroit, studierte an den Universitäten Michigan und Chicago Architektur und ließ sich dort als Architekt nieder. 1881 gründete Adler mit Louis Sullivan das Architekturbüro Adler & Sullivan. Adler war Präsident der Western Association of Architects, Sekretär des American Institute of Architects und Mitglied anderer Berufsverbände. Von 1873 bis 1877 war er außerdem Sekretär der United Hebrew Charities Chicago.

## Werk und Stil
Das Büro Adler & Sullivan war Hauptvertreter des Stils der sog. Chicago School of Architecture.
In Chicago entstand unter anderem die Central Music Hall sowie zahlreiche andere profane
und sakrale Bauten. Adler war auch am Bau der Carnegie Hall in New York beteiligt.
Liste weiterer Werke:
- Auditorium Building in Chicago, 1887–1889
- Standard Club in Chicago, 1887–1888
- Wainwright Building in St. Louis, 1890–1891
- Kehilath Anshe Ma'ariv Synagogue in Chicago, 1891
- Schiller Building in Chicago, 1892 (Bild)
- Chicago Stock Exchange in Chicago, 1893–1894 (Bild (Memento vom 17. April 2014 im Internet Archive))
- World Columbian Exposition in Chicago, 1893
- Central National Bank Building in St. Louis, 1893
- Guaranty Building in Buffalo, 1894–1896 (Bild)
- Victoria Building in St. Louis, 1898